# أنيس باسويدان
أنيس باسويدان (بالإندونيسية: Anies Baswedan)‏ أكاديمي إندونيسي وناشط وسياسي يشغل منصب حاكم جاكرتا.
كناشط طلابي ومحلل سياسي قبل دخوله الخدمة العامة شغل منصب رئيس جامعة بارامادينا قبل تعيينه وزيراً للتربية والثقافة في إدارة جوكو ويدودو. وهو مؤسس إندونيسيا منغاجار، وهو برنامج يختار الخريجين الجامعيين ويدربهم ويعينهم للعمل في مهمة تعليمية لمدة عام في جميع أنحاء البلاد.

## النشأة والتعليم
ولد أنيس رشيد باسويدان في 7 مايو 1969 في كونينجان بجاوة الغربية لأب من حضرمي جاوي وأم سندوية. كان جده عبد الرحمن باسويدان ناشطاً عربياً وإندونيسياً بارزاً وخدم كوزير في الحكومة أثناء الثورة الوطنية الإندونيسية. نشأ باسويدان في يوجياكرتا. في عام 1987 أمضى سنة واحدة كطالب تبادل في برامج الخدمة الميدانية الأمريكية بين الثقافات في ميلووكي ويسكونسن.
بالعودة إلى إندونيسيا، التحق باسويدان بجامعة غادجاه مادا في مسقط رأسه في يوجياكارتا، حيث قضى صيفًا في حضور الدورة الصيفية للدراسات الآسيوية بجامعة صوفيا في طوكيو وتخرج بدرجة في إدارة الأعمال. وبصفته باحثًا في برنامج فولبرايت ذهب للحصول على ماجستير في السياسة العامة في الأمن الدولي والسياسة الاقتصادية من كلية السياسة العامة بجامعة ماريلاند، ودكتوراه في العلوم السياسية من جامعة إلينوي الشمالية.

## الخدمة العامة
سياسيًا، كان باسويدان مستقلا خلال السنوات الأولى من حياته المهنية. أدار المناقشة الأولى في الانتخابات الرئاسية لعام 2009. كما عمل في عدة وظائف خلال إدارة سوسيلو بامبانج يودهويونو. شغل باسويدان منصب المتحدث الرسمي باسم ما يسمى بـ «فريق الثمانية» ، الذي عينه الرئيس يودويونو للإشراف على الخلاف العام السيئ السمعة بين لجنة القضاء على الفساد والشرطة الوطنية، والتي شهدت اتهامًا جنائيًا اثنين من المفوضين. في ديسمبر 2011 عمل أيضًا في لجنة لاختيار الأعضاء المحتملين في لجنة الانتخابات العامة.

### حملة ويدودو الرئاسية
بعد محاولته الرئاسية الفاشلة، انضم باسويدان إلى حملة جوكو ويدودو الرئاسية كمتحدث رسمي. قيل إن ويدودو وهو زميل في جامعة غادجا مادا، يعتقد أن حضوره سيجمع أصوات الناخبين الشباب الإندونيسيين، وهي مجموعة ديموغرافية وثيقة الصلة باسودان.
بعد فوز ويدودو في يوليو 2014 تم تعيين باسويدان لإدارة المكتب الانتقالي الرئاسي، بقيادة ريني سومارنو. ساعد في تشكيل الحكومة إلى جانب هاستو كريستيانتو وأندي ويدجاجانتو وأكبر فيصل، أصبح الكل باستثناء كريستيانو في النهاية وزراء في مجلس وزراء حكومة ويدود.

### وزير التعليم والثقافة
بعد الفوز في الانتخابات، برز باسويدان في المركز الأول كوزير للتعليم والثقافة. في 27 أكتوبر 2014 تم تنصيبه لأخذ المكتب. في 27 يوليو 2016 تم استبداله من منصبه كوزارة للتعليم والثقافة بواسطة مهجر أفندي.

### حاكم جاكرتا
دخل في انتخابات حاكم جاكرتا عام 2017 مع ساندياغا أونو كنائب له. في الجولة الأولى من التصويت في 15 فبراير 2017 أمّن باسويدان مرور الجولة الثانية من الجولة الثانية بين مرشحين بعد أن حصل على حوالي 40٪ من الأصوات، خلف باسوكي تجاهيا بورناما القائم بأعمال الحاكم (المعروف باسم أهوك) الذي حصل على مع 44 ٪، وهو متقدم جدًا على المرشح أغوس بنسبة 16٪. في 19 أبريل 2017 فاز باسويدان في جولة الإعادة بحوالي 58 ٪ من الأصوات، متقدما على أهوك الذي حصل على نسبة 42 ٪. تم تنصيبه رسميًا كحاكم في 16 أكتوبر 2017 ، ليحل محل جاروت سيف الهداية.
في نوفمبر 2017 ادعى أن الازدحام في منطقة تاناه أبانغ كان بسبب المشاة، بدلاً من أن يكون الباعة المتجولون يقومون بأعمالهم على الأرصفة والطرق في المنطقة. تبعتها إدارة المدينة بإغلاق طريق طوله 400 متر للحركة (باستثناء حافلات ترانسجاكارتا) من أجل استيعاب الباعة الجائلين، حيث لاقى انتقادات المشاة وسائقي النقل العام والبائعين العاديين. على الرغم من أن بعض المراقبين لاحظوا أن هذه الخطوة قد تكون انتهاكًا للوائح الوطنية، إلا أن الباعة الجائلين وبعض المسؤولين في المدينة أشادوا بهذه الخطوة.
بدأ باسويدان في عام 2019 تنفيذ برنامج وجبات مدرسية لأطفال المدارس في جاكرتا، بدءًا من 144.000 طالب في 459 مدرسة في ذلك العام.

## الإنجازات
صنفته مجلة السياسة الخارجية الأمريكية على أنه واحد من أفضل 100 مثقف عام في العالم في مايو 2008، وضمه المنتدى الاقتصادي العالمي إلى قادة الشباب العالميين لعام 2009. في أبريل 2010 نشرت مجلة فورسايت اليابانية وهي مجلة الشؤون الدولية ومقرها طوكيو، تقريرًا خاصًا بعنوان: 20 شخصًا 20 عامًا. يسرد هذا التقرير 20 شخصًا (من جميع القارات) تتم مراقبتهم في السنوات العشرين المقبلة، تم تضمين باسويدان في تلك القائمة إلى جانب أسماء مثل فلاديمير بوتين (روسيا) وديفيد ميليباند (المملكة المتحدة) وهوغو شافيز (فنزويلا) وراهول غاندي (الهند). هو الشخص الوحيد من جنوب شرق آسيا المدرجة في هذه القائمة. في يوليو 2010 أدرجه مركز الدراسات الإستراتيجية الإسلامية الملكية في الأردن في قائمة أكثر 500 مسلم تأثيراً في العالم. في نوفمبر 2010 ، منح باسويدان من تركيا جائزة التعليم باسيان لدوره في تطوير التعليم في المناطق الريفية في إندونيسيا.